# 20001 Marinakoren
20001 Marinakoren è un asteroide della fascia principale. Scoperto nel 1991, presenta un'orbita caratterizzata da un semiasse maggiore pari a 3,1093389 au e da un'eccentricità di 0,1244271, inclinata di 17,02234° rispetto all'eclittica.